# Sprengel Hanau-Hersfeld
Der evangelische Sprengel Hanau-Hersfeld ist einer der drei Sprengel der Evangelischen Kirche von Kurhessen-Waldeck. Er erstreckt sich im Wesentlichen über die Landkreise Fulda, Hersfeld-Rotenburg und des Main-Kinzig-Kreises in Hessen sowie über den Frankfurter Stadtteil Bergen-Enkheim und Teile des Wartburgkreises und des Landkreises Schmalkalden-Meiningen in Thüringen. Die derzeit (2023) amtierende Pröpstin ist Sabine Kropf-Brandau.

## Geschichte
Mit dem 1. Januar 2019 wurde die Gliederung der Evangelischen Kirche von Kurhessen-Waldeck geändert. Aus den vormals vier Sprengeln Kassel, Waldeck-Marburg, Hersfeld und Hanau wurden die Sprengel Kassel, Marburg und Hanau-Hersfeld. Die Neuordnung hatte die Landessynode auf ihrer Frühjahrstagung 2018 beschlossen.
Dadurch wurde aus den bisherigen Sprengeln Hanau und Hersfeld einer, wodurch der Sprengel Hanau mit den (ehemaligen) Kirchenkreisen Schlüchtern, Gelnhausen, Fulda und Hanau sowie der Sprengel Hersfeld mit den (ehemaligen) Kirchenkreisen Hersfeld, Rotenburg und Schmalkalden zu dem heutigen Sprengel Hanau-Hersfeld wurden.

## Kirchenkreise
Der Sprengel umfasst fünf Kirchenkreise.
| - Kinzigtal - Fulda - Hanau - Hersfeld-Rotenburg - Schmalkalden |